# Büklükale
Koordinaten: 39° 35′ 0,7″ N, 33° 25′ 42,3″ O

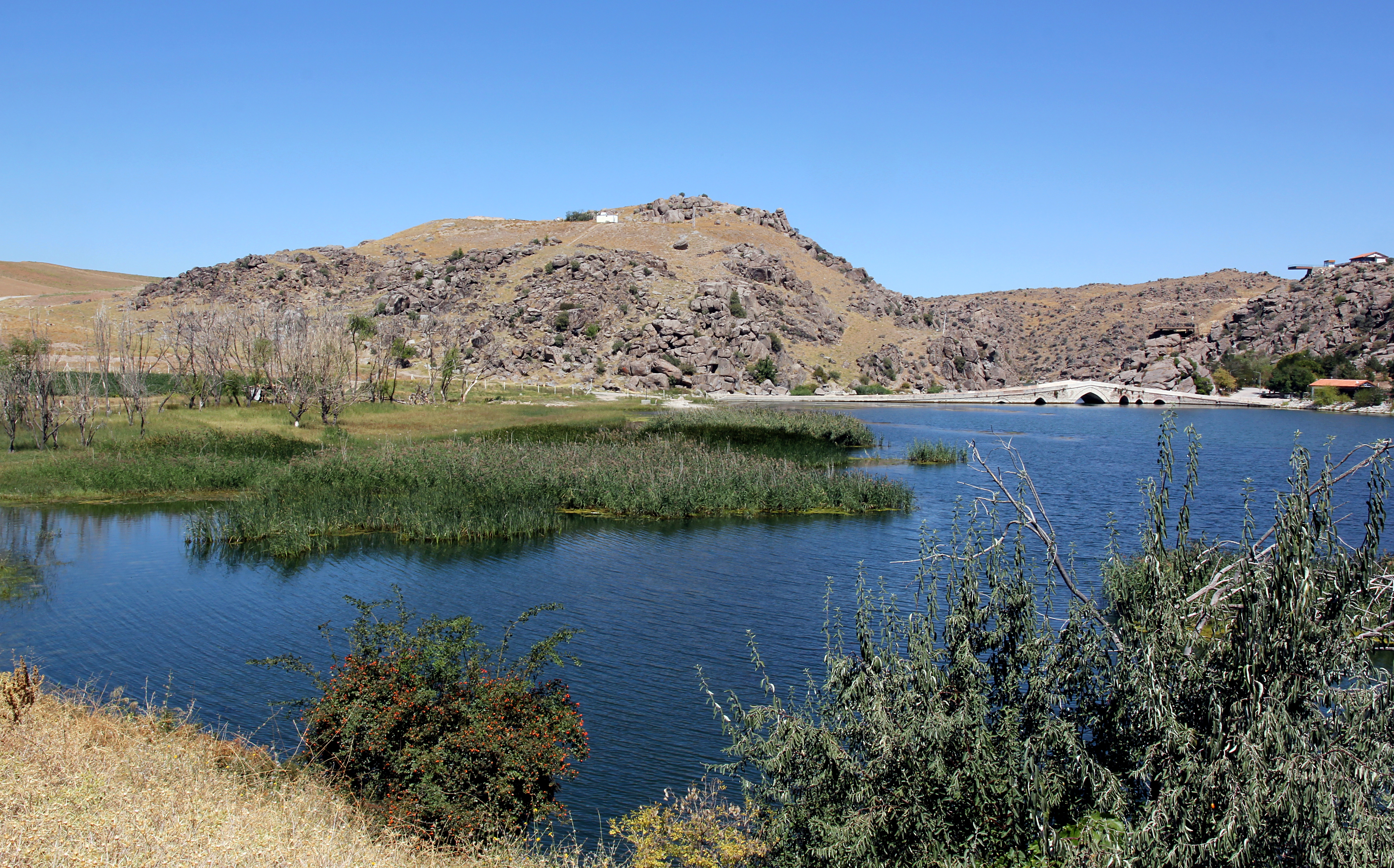
Büklükale und Çeşnigir Köprüsü von Süden

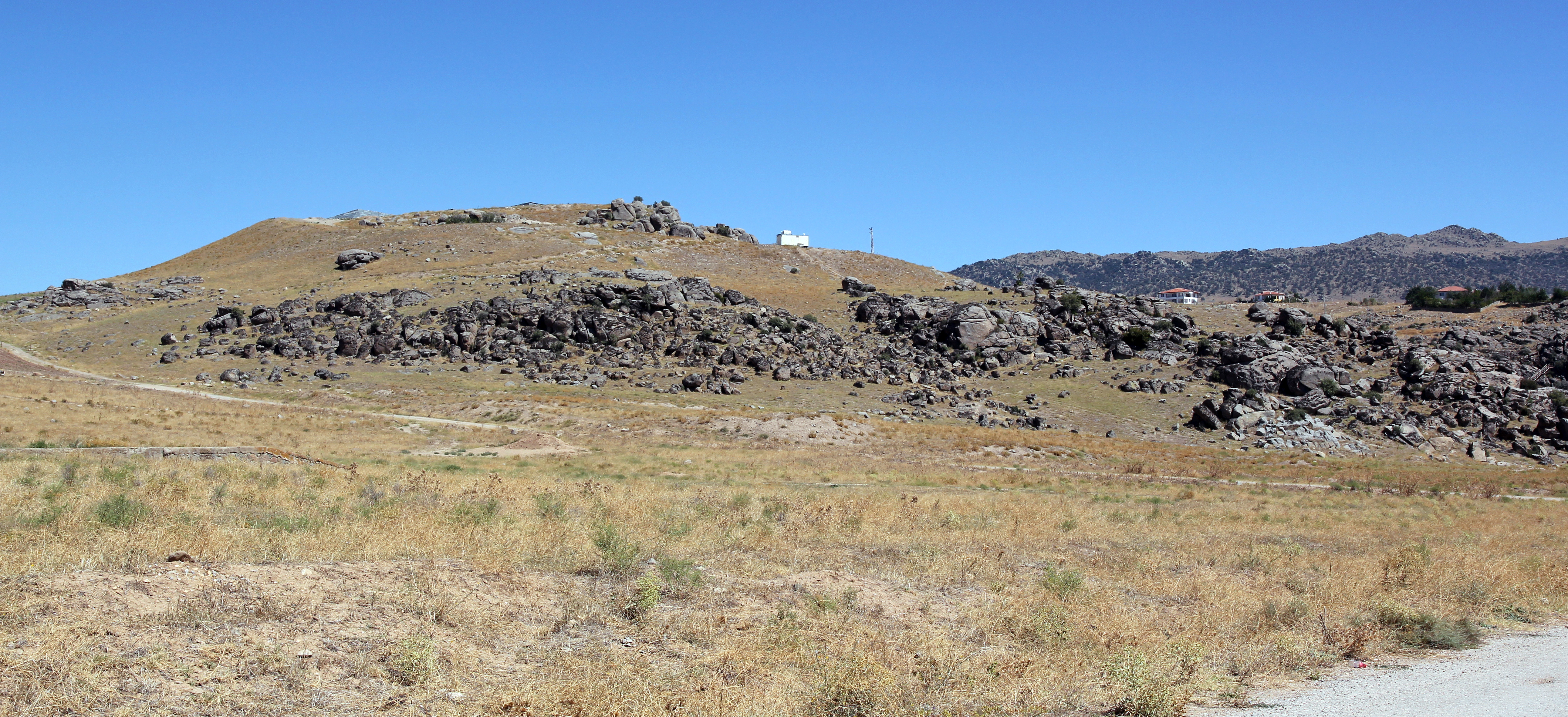
Büklükale von Westen

Büklükale, auch Kapalıkaya, ist ein Siedlungshügel in der Zentraltürkei, der vom 3. Jahrtausend v. Chr. über die hethitische Zeit  bis in die osmanische Ära bewohnt war. Die dortigen Funde und Befunde geben einigen Aufschluss über den Übergang von der vorhethitischen über die Zeit der assyrischen Handelskolonien (Karumzeit) bis zu den Anfängen des althethitischen Reiches.

## Lage
Büklükale liegt im Süden der Provinz Kırıkkale beim Dorf Köprüköy im Bezirk Karakeçili am Kızılırmak. Südlich des Hügels überquert die seldschukische Brücke Çeşnigir Köprüsü aus dem 13. Jahrhundert den Fluss. Bei niedrigem Wasserstand sind unter der Brücke die Reste eines römischen Vorgängerbaus zu sehen, Bohrlöcher im anstehenden Felsen deuten auf eine noch ältere Brücke hin. An dieser Stelle lag ein wichtiger Verkehrsknoten der Antike.

## Forschungsgeschichte
Der Schweizer Hethitologe Emil Forrer besuchte 1926 den Hügel von Büklükale, wobei er bereits Spuren einer Stadtmauer und einiger Türme erkannte. Im gleichen Jahr kam der deutsche vorderasiatische Archäologe Hans Henning von der Osten an den Ort. Er beschreibt eine seldschukische Löwenskulptur, die heute im Ethnographischen Museum Ankara aufbewahrt wird. 1991 und 2006 unternahm der japanische Archäologe Sachihiro Omura, der die Grabungen im naheliegenden Kaman-Kalehöyük leitet, Surveys auf dem Hügel. Seit 2009 gräbt ein Team des Japanese Institute of Anatolian Archaeology (JIAA) in Zusammenarbeit mit der Ahi-Evran-Universität in Kırşehir unter der Leitung von Kimiyoshi Matsumura auf dem Büklükale.

## Beschreibung
Auf dem Hügel und der Umgebung konnten vier Hauptschichten ergraben werden:
- Schicht 1: Osmanische und Byzantinische Zeit
- Schicht 2: Hellenistische Zeit und Eisenzeit
- Schicht 3: 2. Jahrtausend v. Chr.
- Schicht 4: 3. Jahrtausend v. Chr.[5]

Die Ausgrabungen konzentrierten sich auf fünf Bereiche: Auf dem Gipfel des Hügels die Zitadelle, südlich davon die untere und die obere Terrasse, nördlich die Nordostterrasse und am westlichen Hang, die Unterstadt.
In der Unterstadt, die bisher hauptsächlich durch Geophysikalische Prospektion erforscht wurde, konnten drei Phasen einer Stadtmauer festgestellt werden. Die jüngste davon ist eine typisch hethitische Kastenmauer, also bestehend aus zwei parallelen Mauerzügen mit dazwischen liegenden getrennten Räumen, mit Türmen und einem Stadttor. Danach konnte die hethitische Besiedlung des Hügels auf das 17. Jahrhundert v. Chr. oder später datiert werden. Die Türme sind als separate Baukörper errichtet und im späten 16. oder frühen 15. Jahrhundert v. Chr. entstanden. Die beiden anderen Mauerzüge sind älteren Datums, also aus der Zeit der assyrischen Handelsniederlassungen. Da die gefundene Keramik fast ausschließlich dem 2. Jahrtausend v. Chr. zugeordnet werden konnte, ist eine frühere Besiedlung des Unterstadtbereiches unwahrscheinlich.
Auf der Zitadelle konnte ein monumentales Gebäude ergraben werden, das einen Grundriss von 50 × 30 Metern hat. Die östliche Mauer ist in Polygonaltechnik aus Bruchsteinen erbaut und bis zu einer Höhe von 7 Metern erhalten. Bei dem Bauwerk konnten zwei Phasen nachgewiesen werden. Der erste Bau entstand nach C14-Daten um 1980 v. Chr. und wurde um 1870 aufgegeben. Nach etwa hundert Jahren, in der Karum-1b-Periode, wurde das Gebäude neu aufgebaut und schließlich in der ersten Hälfte des 16. Jahrhunderts v. Chr., also in hethitischer Zeit, durch einen Brand zerstört. Damit wird deutlich, dass das Gebäude von der Karumzeit über eine Übergangszeit bis zum Beginn des hethitischen Reichs genutzt wurde. 
In den Ruinen kamen vier Tontafelfragmente mit Keilschrifttexten in hethitischer Sprache zu Tage und eines in hurritischer Sprache. Damit ist Büklükale der westlichste Ort Kleinasiens, an dem solche Keilschriftdokumente entdeckt wurden. In einem der hethitischen Texte, wohl einem Brief, wird die Anrede „Meine Sonne“ verwendet, die übliche Titulierung des Großkönigs. Die Ausgräber deuten das als Hinweis, dass der Herrscher zumindest zeitweise in der Siedlung residiert hat. Auf einem gefundenen Siegelabdruck glaubt der Philologe Mark Weeden das Hieroglyphenzeichen  TONITRUS zu erkennen. Das Siegel vom Tyskiewicz-Typ wird in die Übergangszeit von der Karumzeit zur Hethiterzeit datiert, was das Dokument zu einem sehr frühen Zeugnis für Luwische Hieroglyphen machen würde. Es würde außerdem bedeuten, dass bereits zu diesem frühen Zeitpunkt Sprecher der Luwischen Sprache in Anatolien siedelten.
Während in der Unterstadt keine Spuren einer nachhethitischen Besiedlung gefunden wurden, ist die ältere Architektur in allen Sektoren des Hügels von späteren Bauten überlagert. Diese reichen über die Eisenzeit bis in die osmanische Zeit. Keramikscherben wurden auch aus der Zeit des byzantinischen Kaisers Konstantin X. gefunden (regierte 1059–1067), außerdem aus der frühen und mittleren Eisenzeit.

## Deutung
Der historische Name von Büklükale ist umstritten. Der Assyriologe Gojko Barjamovic identifiziert den Ort mit Wahshushana, einem Handelszentrum der Karumzeit. Es lag nach assyrischen Quellen an einem Flussübergang auf der Kupferstraße zwischen Durhumit und Purushattum. Barjamowic verortet Durhumit in der Gegend um Merzifon und Purushattum in Akşehir. Massimo Forlanini dagegen hält Büklükale für Durhumit selbst, das wahrscheinlich mit dem hethitischen Turmitta gleichzusetzen ist. Er begründet es mit dem häufigen Auftauchen von Turmitta in hethitischen Texten, während Wahshushana dort nur äußerst selten erwähnt wird. Der Altorientalist Carlo Corti schlägt für Büklükale Ninassa vor, die türkische Hethitologin Özlem Sir Gavaz dagegen Salatiwara. Die Ausgräber präferieren wegen der Bedeutung des Ortes Durhumit.